# Николай Евров (художник)
Вижте пояснителната страница за други личности с името Николай Евров.
Николай Сотиров Евров (10 септември 1903 – 24 декември 1973) е български художник, живописец.

## Биография
Роден е на 10 септември 1903 г. в Стара Загора. През 1927 г. завършва живопис в Художествената академия в София при проф. Цено Тодоров. В България прави четири изложби. Рисува портрети, натюрморти и пейзажи.
През 1964 и 1968 г. е удостоен с орден „Кирил и Методий“ I степен. Умира в София на 24 декември 1973 г.

## Творчество
Картините на Николай Евров се съхраняват в Националната художествена галерия, Софийска градска художествена галерия, както и в художествените галерии в Пловдив и Габрово. По-известни негови картини са:
- „Портрет на д-р Н. Михов“ (1936);
- „Майка ми“ (1940);
- „Автопортрет с барета“ (1954);
- „Портрет на младо момиче“ (1967).[1][2]